# Free State Stars FC
Free State Stars FC – południowoafrykański klub piłkarski, grający obecnie w południowoafrykańskiej Premier Soccer League, mający siedzibę w Bethlehem. Klub został założony w 1979 roku. Domowe mecze rozgrywa na stadionie Goble Park, mogącym pomieścić 12 tysięcy widzów.

## Sukcesy
- First Division Coastal Stream: mistrzostwo 2001, 2003
- NPSL: mistrzostwo 1972
- Coca Cola Cup: wygrana 1992

## Występy w Premier Soccer League
- 2008/2009 – 4. miejsce
- 2007/2008 – 5. miejsce
- 2005/2006 – 16. miejsce
- 2001/2002 – 11. miejsce
- 2000/2001 – 6. miejsce
- 1999/2000 – 15. miejsce
- 1998/1999 – 6. miejsce
- 1997/1998 – 9. miejsce
- 1996/1997 – 13. miejsce